# Перкунас
Перку́нас (Пяркунас, Перкун, лит. Perkūnas) — бог-громовержец в балтийской мифологии, властитель воздуха, защитник справедливости. Один из главных богов балтийского пантеона. В последние языческие столетия Перкунас стал самым известным литовским богом. У латышей известен под именем Пе́рконс (латыш. Pērkons), у древних пруссов — как Перкунс (Percuns). Согласно мифологическим сведениям, Перкунас выступал также как бог грозы, дождя, гор (и вообще любых возвышенностей), дубов и неба.
Существует версия, согласно которой помещённый на современном гербе Литвы всадник Витис — это видоизменённое изображение скачущего Перкунаса, которое очевидцы видели на боевом стяге литовцев в Средние века.
В современных балтийских языках сохранились родственные слова, связанные с Пяркунасом: в литовском — perkūnas («гром»), perkūnija («молния»), в латышском — pērkons («гром»). Символом Перконса являются угунскрустс — «огненный крест» или «грозовой (громовой) крест» и ромб с продолженными сторонами («дубочек»).
Часть современных исследователей предполагает, что второе имя Перкунаса — Дивирикс, этимология имени которого (Бог-Правитель) указывает на то, что он является верховным божеством литовского пантеона. На это указывает то, что Перкунас не фигурирует в списках литовских божеств, дошедших до нас, когда там находится Дивирикс. Также в некоторых фольклорных литовских текстах Перкунас выступает в роли бича Бога.

## Этимология
Предполагается, что слово Перкунас произошло от праиндоевропейского слова *Perkwunos, созвучного *perkwus — слову, означавшему «дуб», «ель» (аналог perk-us, сопоставимое с латинским quercus — «дуб»).
В рамках этой версии имя Перкунаса сопоставимо с именем германской богини Фьёргюн (Fjörgyn) — матери Тора, что косвенно указывает на его принадлежность к индоевропейской группе «богов-громовержцев».
Ещё один вариант связан с указанием на возвышенность / гору / небо (аналог готского fairguni — «гора», хеттским peruna — «скала», староиндийским parvata — «гора»).
Громовержец «генетически» связан с другими индоевропейскими громовержцами — славянским Перуном, хеттским Перуной, древнеиндийским Парджаньей, кельтским Hercynia, а также скандинавским Тором, германским Доннаром и римским Юпитером. Также Перкунас известен под именем Йоре — молодого бога весны и плодородия, напоминающего славянского Ярилу.

## Облик
Перкунас предстает как вооружённый секирой решительный мужчина с каштановой или рыжей бородой. Он с грохотом пересекает небо на двухколесной повозке, запряженной одним или двумя козлами. Перкунас во многом напоминает Перуна, Тора или Индру. Существует мнение, что на ранних изображениях Перкунас представлен как рогатый мужчина или человек с рогатым шлемом, что является атрибутом власти.

## Святилища
На всей территории Литвы находилось множество aukuras (от слова auka — жертва), где горел негасимый огонь. Холмы и рощи, которых Перкунас коснулся молнией, считались священными. Они окружались изгородью и рвом. Самое главное святилище громовержца — Romove (Ромове, храм или место покоя) находилось в Вильнюсе, в долине Швянтарагиса.
См. также: Ромува

## Функции
Хотя позже Перкунас стал богом войны, для земледельцев он изначально был богом природы, отвечавшим за молнии и погоду в целом. Люди верили, что громовержец посылал дождь и тем самым возрождал плодородие земли (Жемины) и оплодотворял её. Первый гром во время праздника Йоре сотрясал землю, благословляя её, а также камни и воду.
Также Перкунас выступает в роли блюстителя порядка в мире. Он преследует злые силы и порождения хаоса — тех, кто нарушает гармонию. Одним из имён Перкунаса, как предполагается, было Диверикз (Дивирикс), то есть «бич бога». В фольклоре существует множество упоминаний о том, как Перкунас преследует бога мертвых и подземного мира Вяльнаса (лит. Velnias).

## Символика
- Двусторонняя секира символизирует созидательные и разрушительные силы Пяркунаса.
- Косой крест, «х», также называемый языческим крестом, использовался для защиты и в ряде ритуалов (его изображали, когда заключали договор или пили ритуальный напиток).
- Деревья: дуб, ясень.
- Животные: бык, козел.
- Птицы: голубь, кукушка.
- Места: любые возвышенности, дубравы.

## Даты
Четверг считается днём Перкунаса. В этот день было принято зажигать в честь громовержца огонь. Традиция сохранилась до сих пор: по четвергам зажигают особую свечу граудули́не (grauduline).
Празднования в честь Перкунаса проходят 2 февраля, на второй день Пасхи, 24 апреля, 24-29 июня, 1 октября.

## Родственные божества
Перкунаса можно сопоставить со славянским Перуном, финским Перкеле — это одно из имен бога Укко, возможно, заимствованное у балтов финскими племенами.
Функционально Перкунас соответствует германскому Доннару / Тору, индийскому Индре, Парджанье Ригведы, римскому Юпитеру, хеттскому Пирве.